# تشارلز مورغان
تشارلز مورغان (7 فبراير 1917 في المملكة المتحدة - 11 يوليو 2001 في الولايات المتحدة) (بالإنجليزية: Charles Morgan)‏ هو لاعب كريكت بريطاني (وحمل سابقاً جنسية المملكة المتحدة لبريطانيا العظمى وأيرلندا). لعب مع نادي مقاطعة نوتنغهامشير للكريكت ‏.

## وصلات خارجية
- تشارلز مورغان على موقع إي آس بي آن كريك إنفو (الإنجليزية)